# Болкіах
Болкіах — шостий султан Брунею. Зайняв трон після зречення свого батька, султана Сулеймана. Правив країною з 1485 (за іншими даними, з 1473) до 1524 року (за іншими даними, до 1521). За даними супутника Магеллана Антоніо Піфагетти ім'я султана було Шріпада (малай. Siripada).
Історики визначають період його правління як Золоту добу Брунею: у той час країна сягнула статусу наддержави на Малайському архіпелазі. Болкіах часто подорожував за межі країни для розширення світогляду та набуття досвіду задля подальшого розвитку своєї держави.
Близько 1500 Болкіах організував декілька експедицій на Філіппіни, де було засноване брунейське поселення. Намісником на острові Лусон став син Болкіаха, а його онук Матанда, або Аче став правителем Лусону в 1560-х, коли острів почали відвідувати іспанці. Матанда був одружений з принцесою Путрі-Маї-Лей-Чанеї, донькою султана Сулу.
Після смерті Болкіаха йому спадкував його син, Абдул Кахар.